# Etheria Film Night
Etheria Film Night (també conegut com Etheria Film Festival) és un festival de  cinema anual de gènere amb base a Los Angeles per a nous curtmetratges de dones directores. L'Etheria Film Night va ser fundada el 2014 per Heidi Honeycutt, Stacy Pippi Hammon i Kayley Viteo, antics membres del personal del Viscera Film Festival. El festival presenta una programació seleccionada de curtmetratges de terror, ciència-ficció, thriller, fantasia, comèdia negra, cinema d'acció, i de vegades, llargmetratges.

## Presentació anual
- 2014: el 12 de juliol de 2014, l'aparador va projectar les estrenes a Los Angeles de Dawn, el debut com a directora de Rose McGowan i  Soulmate d'Axelle Carolyn a L'Egyptian Theatre de Hollywood, Califòrnia.[3] Altres pel·lícules incloses foren Wakening de Danis Goulet (directora de Night Raiders), Dia de los Muertos de Gigi Saul Guerrero, The Jelly Wrestler de Rebecca Thomson, Hide and Seek de Kayoko Asakura, , You Me & Her de Sarah Doyle (guanyadora del premi del públic) i Job Interview de Julia Walter (guanyadora del premi del jurat).[4][5]
- 2015: El 13 de juny de 2015, l'aparador va projectar el llargmetratge de terror d'Ursula Dabrowsky Inner Demon a l'Egyptian Theatre de Hollywood, Califòrnia.[6] Altres pel·lícules foren Sheila Scorned de Mara Tasker, El Gigante de Gigi Saul Guerrero, Gödel Incomplete de Martha Goddard, Slut de Chloe Okuno (Guanyadora del Premi del Públic), Arantxa Echevarría (directora de Carmen y Lola) De noche ye de pronto (Guanyadora del Premi del Jurat), i SheVenge d'Amber Benson.[7][8]
- 2016: L'11 de juny de 2016, l'aparador va projectar The Love Witch d'Anna Biller a l'Aero Theatre de Santa Monica, Califòrnia.[9] Altres pel·lícules foren Genghis Khan Conquers the Moon de Kerry Yang, Bionic Girl de Stephanie Cabdevila, HOSS de Christine Boylan, reStart d'Olga Osorio, Boxer de Toy Lei, The Stylist de Jill Gevargizian (Guanyador del Premi del Públic i del Jurat), Hard Broads de Mindy Bledsoe (directora de The In-Between), The Puppet Man fr Jacqueline Castel i Nasty de Prano Bailey-Bond (la versió curta de Censor).[10]
- 2017:  el 3 de juny de 2017, l'aparador va projectar Do No Harm  (Guanyadora del Premi del Públic) de Roseanne Liang (directora de Shadow in the Cloud) , Einstein-Rosen d'Olga Osorio, Earworm of Coles de Tara Price, Swell (guanyador del premi del jurat) de Bridget Savage Cole (directora de Blow the Man Down), Jules D de Norma Vila, The Honeymoon de Ruth Pickett, Real Artists de Cameo Wood i Kumal de Thirati Kulyingwattanavit a l'Egyptian Theatre a Hollywood, Califòrnia.[11]
- 2018: El 16 de juny de 2018, l'aparador va projectar Laboratory Conditions de Jocelyn Stamat (Guanyador del Premi del Públic i del Jurat), Lady M de Tammy Riley Smith, Bride of Frankie de Devi Snively, Creswick de Natalie Erika Smith (directora de Relic), Skin Deep d'Elizabeth Serra, Instinct de Maria Alice Alida, OVUM de Cidney Hue, The Drop-In de Naledi Jackson, The Agency de Macarena Montero i C U Later Tuesday d'Anca Vlasan.[12]
- 2019: el 29 de juny de 2019, l'aparador va projectar Hair Wolf de Mariama Diallo, Hana de Mai Nakanishi, Bitten de S.K. Reimer, End of the Line de Jessica Sanders, Lucy's Tale de Chelsea Lupkin, Atomic Spot de Stephanie Cabdevila, Cupid's Paradise d'Ivy Liao, Good Morning d'Elaine Mungeon i la pel·lícula de Gigi Saul Guerrero per a la sèrie de Blumhouse Hulu Into the Dark: Culture Shock.[13]
- 2020: el 19 de juny de 2020, l'aparador va projectar Waffle de Carlyn Hudson, Maggie May de Mia'kate Russell, Basic Witch de Yoko Okumura, Conversion Therapist de Bears Rebecca Fonte, Offbeat de Myrte Ouwerkerk, The Final Girl Returns d'Alexandria Perez, Live de Taryn O’Neill, Man in the Corner de Kelli Breslin i Ava in the End d'Ursula Ellis. A causa de la quarantena de la COVID-19 del 2020, les pel·lícules es van projectar a Shudder (servei de streaming) del 19 de juny al 20 de juliol de 2020 en lloc d'un esdeveniment en directe.[13]
- 2021: el 25 de juny de 2021, l'aparador va projectar "The Fourth Wall" de Kelsey Bollig, "Narrow" d'Anna Chazelle, "You Will Never Be Back" de Monica Mateo, "Bootstrapped" de Katy Erin, "Misfits" de Ciani Rey Walker, The Gray de Myra Aquino, Eye Exam d'Aislinn Clarke i Who Goes There? d'Astrid Thorvaldsen A causa de la quarantena de COVID-19 del 2020, les pel·lícules es van projectar a Shudder (servei de streaming) del 25 de juny al 25 de juliol de 2021[14] amb una projecció a Kansas City, Missouri, el 26 de juny.[15]
- 2022: el 18 de juny de 2022, la presentació es va projectar en directe al teatre Los Feliz de Los Angeles, Califòrnia.[16] El servei d'aparador també es va emetre a Shudder (servei de streaming)  del 9 de juny al 9 de juliol de 2022.[17] A les seleccions oficials es van exhibir This is Our Home d'A.K. Espada, Heritance d'Annalise Lockhart, Dana de Lucía Forner Segarra, Lucid de Deanna Milligan, FREYA de Camille Hollett-French, The Familiars de Millicent Malcolm i  Come F*ck My Robot de Mercedes Bryce Morgan.[17] L'1 de juliol de 2022, la presentació es va projectar a Kansas City, Missouri, al teatre Screeland Armor.[18]
- 2023: l'1 de juliol de 2023 es va projectar en directe al Screenland Armor Theatre de Kansas City, Missouri. L'aparador també es va emetre a Shudder (servei de streaming) de l'1 de juliol al 31 de juliol de 2023. Les seleccions oficials van ser "No Overnight Parking" de Meg Swertlow, "Autopilot" de Jennifer Zhang, "Sucker" d'Alix Austin, The Erl King de Genevieve Kertes, Incomplete de Zooey Martinson, Border de Mai Nakanishi, Sleep Study de Natalie Metzger, Angels de Samantha Aldana, Go to Bed Raymond de Nikki Taylor-Roberts, i Make the Call de Chelsea Gonzalez.[19]

## Premi Inspiration
El Premi Etheria Film Night Inspiration, presentat a l'estrena anual, reconeix dones notables del cinema de gènere. Lexi Alexander va rebre el guardó el 2014, Jane Espenson va rebre el guardó el 2015, Jackie Kong va rebre el premi el 2016, Stephanie Rothman va rebre el premi el 2017 (presentat per  Roger Corman), Rachel Talalay va rebre el premi el 2018 (presentat per John Waters). Gale Anne Hurd va rebre el premi el 2019 (presentat per Roger Corman). El 2021, Angela Kang va rebre el premi (presentat per  Hurd). El premi Etheria Inspiration de 2022 es va lliurar a l'anterior cineasta d'Etheria Gigi Saul Guerrero a l'escenari de la projecció en directe. El premi Etheria Inspiration 2023 es va lliurar a Brinke Stevens a l'escenari a la projecció en directe de Joe Bob Briggs.

## Alumni
Alumni notables han estat Mercedes Bryce Morgan, Jacqueline Castel, Mia'kate Russell, Yoko Okumura, Chloe Okuno, Gigi Saul Guerrero, Prano Bailey-Bond, Axelle Carolyn, Bridget Savage Cole, Anna Chazelle, Mariama Diallo, Roseanne Liang, Natalie Erika Smith, Danis Goulet, Mindy Bledsoe, Amelia Moses, Jill Gevargizian, Arantxa Echevarría, Taryn O'Neill, Bola Ogun, Kayoko Asakura, i Christine Boylan.